# Mitropapokal 1932
Der Mitropapokal 1932 war die 6. Auflage des internationalen Cupwettbewerbs. Es nahmen die besten Mannschaften Österreichs, Ungarn, der Tschechoslowakei und Italiens teil. Es handelte sich zumeist um die Meister und Cupsieger der jeweiligen Länder. Die Teilnehmer spielten im reinen Pokalmodus mit Hin- und Rückspielen im wichtigsten kontinentalen Fußballwettbewerb in der Zeit vor dem Zweiten Weltkrieg. Bei Gleichstand nach zwei Spielen wurde ein Entscheidungsspiel durchgeführt. Alle acht Vereine starteten in der Vorrunde beziehungsweise im Viertelfinale. Der Titelverteidiger First Vienna FC beendete das Turnier auf dem Zweiten Platz.
Beim Mitropapokal 1932 gab es allerdings keine eignes Finale, da es in der Semifinalpartie zwischen Slavia Prag und Juventus Turin zu schweren Tumulten kam, sodass das Spiel abgebrochen wurde und beide Teams disqualifiziert wurden. Das Komitee einigte sich, die andere Semifinalpartie zwischen dem First Vienna FC und dem AGC Bologna als Finalpartie anzuerkennen und dem Sieger dieses Duells die Trophäe zu überreichen. Das vorgezogene Finale war somit innerhalb einer Wochen am 10. und 17. Juli 1932 in Bologna und Wien als Halbfinale ausgetragen worden. Bologna kürte sich mit einem 2:0 im Heimspiel und einer 1:0-Auswärtsniederlage zum ersten italienischen Mitropapokalsieger. Torschützenkönig wurde Renato Cesarini von Halbfinalist Juventus mit fünf Treffern.

## Viertelfinale
Die Hinspiele fanden am 10., 18., 25. und 29. Juni, die Rückspiele am 28., 26. und 29. Juni sowie am 3. Juli 1932 statt.
|                 | Gesamt |                      | Hinspiel | Rückspiel |
| --------------- | ------ | -------------------- | -------- | --------- |
| AGC Bologna     | 5:3    | Sparta Prag          | 5:0      | 0:3       |
| Slavia Prag     | 3:1    | SK Admira Wien       | 3:0      | 0:1       |
| First Vienna FC | 6:4    | Újpest FC            | 5:3      | 1:1       |
| Juventus Turin  | 7:3    | Ferencváros Budapest | 4:0      | 3:3       |

## Halbfinale
Die Hinspiele fanden am 6. und 10., die Rückspiele am 10. und 17. Juli 1932 statt.
|             | Gesamt |                 | Hinspiel | Rückspiel |
| ----------- | ------ | --------------- | -------- | --------- |
| Slavia Prag | 4:2    | Juventus Turin  | 4:0      | 00:2(1)   |
| AGC Bologna | 2:1    | First Vienna FC | 2:0      | 0:1       |

Nach den Mitropa Cup-Regeln wäre beim Abtreten einer Mannschaft dem Gegner des Spiels ein Ergebnis von 3:0 gutzuschreiben gewesen. Danach hätte Juventus das Rückspiel 3:0 gewonnen, wäre aber dennoch ausgeschieden. Da ein Versuch, beide Teams auf neutralem Boden ein drittes Match bestreiten zu lassen, scheiterte, hätte das Mitropa Cup-Komitee den Finalisten Slavia bestätigen müssen.
Bei den nachfolgenden Spielaufstellungen handelt es sich daher um das zweite Halbfinale.

### Hinspiel
| AGC Bologna                                          | AGC Bologna | First Vienna FC | First Vienna FC |
| ---------------------------------------------------- | --- | --- | --------------- |
| AGC Bologna                                          | \| 10. Juli 1932 in Bologna (Stadio Littoriale) \| \| Ergebnis: 2:0 (0:0) \| \| Zuschauer: 18.000 \| \| Schiedsrichter: František Cejnar ( Tschechoslowakei) \|                                                                 | \| 10. Juli 1932 in Bologna (Stadio Littoriale) \| \| Ergebnis: 2:0 (0:0) \| \| Zuschauer: 18.000 \| \| Schiedsrichter: František Cejnar ( Tschechoslowakei) \|                                                          | First Vienna FC |
| AGC Bologna                                          | Mario Gianni – Eraldo Monzeglio, Felice Gasperi – Gastone Martelli, Gastone Baldi, Mario Montesanto – Bruno Maini, Raffaele Sansone, Angelo Schiavio , Francesco Fedullo, Carlo Reguzzoni Cheftrainer: Gyula Lelovics ( Ungarn) | Karl Horeschofsky – Karl Rainer, Josef Blum – Otto Kaller, Leopold Hofmann, Willibald Schmaus – Anton Brosenbauer, Josef Adelbrecht, Friedrich Gschweidl, Gustav Tögel, Franz Schönwetter Cheftrainer: Ferdinand Frithum | First Vienna FC |
| AGC Bologna                                          | 1:0 Bruno Maini (60.) 2:0 Raffaele Sansone (89.) | | First Vienna FC |
| 10. Juli 1932 in Bologna (Stadio Littoriale)         | | |                 |
| Ergebnis: 2:0 (0:0)                                  | | |                 |
| Zuschauer: 18.000                                    | | |                 |
| Schiedsrichter: František Cejnar ( Tschechoslowakei) | | |                 |

### Rückspiel
| First Vienna FC                        | First Vienna FC | AGC Bologna | AGC Bologna |
| -------------------------------------- | --- | --- | ----------- |
| First Vienna FC                        | \| 17. Juli 1932 in Wien (Hohe Warte) \| \| Ergebnis: 1:0 (1:0) \| \| Zuschauer: 15.000 \| \| Schiedsrichter: René Mercet ( Schweiz) \|                                                                               | \| 17. Juli 1932 in Wien (Hohe Warte) \| \| Ergebnis: 1:0 (1:0) \| \| Zuschauer: 15.000 \| \| Schiedsrichter: René Mercet ( Schweiz) \|                                                                                         | AGC Bologna |
| First Vienna FC                        | Karl Horeschofsky – Karl Rainer, Josef Blum – Otto Kaller, Leopold Hofmann, Leonhard Machu – Anton Brosenbauer, Josef Adelbrecht, Friedrich Gschweidl, Gustav Tögel, Franz Schönwetter Cheftrainer: Ferdinand Frithum | Mario Gianni – Eraldo Monzeglio, Felice Gasperi – Gastone Martelli, Gastone Baldi, Mario Montesanto – Bruno Maini, Raffaele Sansone, Angelo Schiavio , Francesco Fedullo, Carlo Reguzzoni Cheftrainer: Gyula Lelovics ( Ungarn) | AGC Bologna |
| First Vienna FC                        | 1:0 Franz Schönwetter (13., Elfm.) | | AGC Bologna |
| 17. Juli 1932 in Wien (Hohe Warte)     | | |             |
| Ergebnis: 1:0 (1:0)                    | | |             |
| Zuschauer: 15.000                      | | |             |
| Schiedsrichter: René Mercet ( Schweiz) | | |             |

## Beste Torschützen
| Rang | Spieler           | Klub                 | Tore |
| ---- | ----------------- | -------------------- | ---- |
| 1    | Renato Cesarini   | Juventus Turin       | 5    |
| 2    | Franz Schönwetter | First Vienna FC      | 4    |
| 3    | György Sárosi     | Ferencváros Budapest | 3    |
|      | Vlastimil Kopecký | Slavia Prag          | 3    |
|      | Bruno Maini       | AGC Bologna          | 3    |
|      | Raimundo Orsi     | Juventus Turin       | 3    |
|      | František Svoboda | Slavia Prag          | 3    |